# Mario Meini
Mario Meini (Legoli di Peccioli, 17 de novembro de 1946) é um clérigo italiano e bispo católico romano emérito de Fiesole.
Mario Meini foi ordenado sacerdote em 27 de junho de 1971. Além das atividades como pároco, trabalhou, entre outras coisas, de 1978 a 1984 como professor de teologia no Pontifício Seminário Regional de Siena.
O Papa João Paulo II o nomeou Bispo de Pitigliano-Sovana-Orbetello em 13 de julho de 1996. O Bispo de Volterra, Vasco Giuseppe Bertelli, o consagrou em 7 de setembro do mesmo ano; Os co-consagradores foram Ovidio Lari, bispo emérito de Aosta, e Antonio Bagnoli, ex-bispo de Fiesole. Ele escolheu Pax et Lux como seu lema.
Papa Bento XVI nomeou-o bispo de Fiesole em 13 de fevereiro de 2010. Em novembro de 2014 foi eleito vice-presidente da Conferência Episcopal Italiana.
O Papa Francisco aceitou sua aposentadoria em 21 de abril de 2022.